# Zemljepisno lastno ime
Zemljepísna lástna iména ali toponími (izvirno iz grščine, τόπος – kraj in ὄνομα – ime) so vrsta lastnih imen, s katerimi individualno poimenujemo naselja, pokrajine, dežele, države, astronomska telesa, vode, vzpetine, polja, puščave, mestne predele, ulice, trge ipd. Pišemo jih z veliko začetnico. Zemljepisna lastna imena so lahko naselbinska ali nenaselbinska (po predlogu novega Pravopisa 8.0 imenovana krajevna in nekrajevna imena); naselbinska so imena mest (Trst), vasi (Žirovnica), trgov (Pliberk) in zaselkov (Lome), nenaselbinska pa vsa druga. Lahko so enobesedna (Ljubljana, Gorica) ali večbesedna (Šmarje pri Jelšah, Severna Amerika, Spodnja Šiška). Večinoma so enodelna (Dramlje, Šmarje pri Jelšah), nekatera pa dvodelna (Ljubljana Bežigrad).
Veda o izvoru in pomenu toponimov, raziskovanje ter dejavnosti in postopki dajanja toponimov se imenuje toponomastika.

## Naselbinska imena
Naselbinska imena so imena mest, vasi, trgov in zaselkov, ne pa tudi mestnih predelov oziroma delov naselbin. Za imena delov naselbin (Pobrežje, Zelena jama) veljajo ista pravila kakor za nenaselbinska imena.

### Enodelna naselbinska imena
Enodelna naselbinska imena pišemo z veliko začetnico (Metlika, Benetke, Kairo, Vače, Lome, Velikovec).

### Večbesedna naselbinska imena
Vse sestavine večbesednih naselbinskih imen pišemo z veliko začetnico (Škofja Loka, Kranjska Gora, Pri Treh Hišah) razen samostalnikov mesto, trg, vas (vesca), selo (sela, selce), naselje, če so na neprvem mestu v večbesednem imenu: Novo mesto, Stari trg, Stara vas, Spodnja vesca, Opatje selo, Uršna sela, Dolenje selce, Ribiško naselje. Z malo začetnico pišemo tudi neprve predloge (Črni Vrh nad Idrijo, Most na Soči).
Kadar imena naselij iz drugih jezikov vsebujejo besede vas, mesto, trg, selo, jih pri slovenjenju ali prevajanju pišemo z malo začetnico (Devinska Nova vas), če pa jih ne slovenimo, ohranjamo tujo pisavo tudi glede velike začetnice (Dìvinská Nová Ves).
Če naselbinsko ime vsebuje nenaselbinsko določilo, to ohrani svoje pisanje: Gradišče v Slovenskih goricah, Zavrh pod Šmarno goro, Sveti Duh na Ostrem vrhu.

#### Predlog novega pravopisa
Po novem predlogu Pravopisa 8.0, ki je v nastajanju in še ni sprejet, bi se v naselbinskih imenih (za katera je predlagan nov izraz krajevna imena) vse enote (razen veznikov in predlogov) pisale z veliko začetnico, torej tudi besede vas, mesto, trg, selo, selce, vesca kot neprve sestavine takih imen.

#### Dvojna naselbinska imena
Dvojna naselbinska imena so redka in poimenujejo dve naselbini. Posamezni sestavini se loči z nestičnim vezajem. To ločilo med dvema imenoma govori o sklonljivosti obeh sestavin: Šmarje - Sap, Gorenja vas - Reteče, Pri Cerkvi - Struge, Kal - Koritnica.

## Nenaselbinska imena
V nenaselbinskih imenih pišemo prvo sestavino zmeraj z veliko začetnico, neprve sestavine pa z malo, če že same niso lastno ime (Zelena jama, Ulica stare pravde, Vodovodna cesta, Kongresni trg; Julijske Alpe, Zadnja Trenta, Cesta v Mestni log, Velika Karlovica, Južna Amerika, Severna Irska).
Med nenaselbinska zemljepisna imena spadajo imena:
- celin (Evropa, Severna Amerika);
- držav (Slovenija, Črna gora, Združene države Amerike);
- dežel, delov držav (Kalifornija);
- pokrajin (Gorenjska, Tirolska);
- voda:
  - oceanov (Atlantski ocean, Tihi ocean);
  - morij (Jadransko morje);
  - zalivov (Botniški zaliv);
  - jezer (Blejsko jezero, Bodensko jezero);
  - rek in potokov (Drava, Reka svetega Lovrenca, Framski potok);
  - slapov (Rinka, Martuljški slapovi);
- vzpetin:
  - gorovij in hribovij (Julijske Alpe, Škofjeloško hribovje);
  - gora (Triglav, Velika Mojstrovka);
- ravnin:
  - planot (Panonska nižina);
  - dolin (Logarska dolina);
  - kotlin (Ljubljanska kotlina);
  - polj (Ljubljansko polje);
- jam (Divaška jama);
- puščav (Sahara);
- otokov, otočij (Krk, Brioni, Sveta Helena, Fidži, Eolsko otočje) in polotokov (Istra, Kalifornijski polotok);
- delov naselbin (Tabor, Šiška, Zelena jama);
- prometnic (Gosposka ulica) itd.